# مایکل شلنبرگر
مایکل دی. شلنبرگر (انگلیسی: Michael D. Shellenberger) زاده ۱۹۷۱م، یک نویسنده و روزنامه‌نگار آمریکایی است که در مورد طیف وسیعی از موضوعات از جمله آزادی بیان، بی خانمانی و محیط زیست می‌نویسد.
یک کرسی که برای اولین بار برای پیشبرد مطالعه سانسور و شرایط فنی، سیاسی، اقتصادی و فرهنگی در دانشگاه آستین در نظر گرفته شده به او اختصاص داده شده است.
مایکل شلنبرگر از منتقدان جنبش زیست‌محیطی بوده و پیشنهادهای جایگزین در مورد سیاست‌های آب و هوایی ارائه داده است. وی هر چند نگرانی در مورد گرمایش جهانی را می‌پذیرد اما آن را اغراق‌آمیز دانسته و از دستکاری ژنتیک، کشاورزی صنعتی، شیوه شکست هیدرولیکی در استخراج نفت و انرژی هسته‌ای به عنوان ابزاری در خدمت حفاظت از محیط زیست دفاع می‌کند.
نظرات شلنبرگر در میان دانشگاهیان و روزنامه نگاران بسیار بحث‌انگیز بوده و هم تحسین و هم انتقاد به همراه داشته است. شلنبرگر در سال‌های ۲۰۱۸ و ۲۰۲۲م، برای فرمانداری کالیفرنیا نامزد شد اما در هر دو ناموفق بود.